# Dobrzyń (województwo mazowieckie)
Dobrzyń – wieś sołecka w Polsce położona w województwie mazowieckim, w powiecie nowodworskim, w gminie Czosnów.
W latach 1975–1998 miejscowość administracyjnie należała do województwa warszawskiego.